# أكاديمية الصحافة الدولية
أكاديمية الصحافة الدولية (بالإنجليزية: International Press Academy)‏ هي جمعية أمريكية للصحفيين المحترفين في مجال الترفيه، تمثل الأسواق المحلية والأجنبية في وسائل الإعلام المطبوعة والتلفزيونية والإذاعية والكابلية والإعلام الجديد. يقدم أعضاؤها سنويًا ما يُعرف الآن بجوائز ساتالايت منذ يناير 1997.

## وصلات خارجية
- الموقع الرسمي